# 浅井直政
浅井 直政（あざい なおまさ）は、室町時代から戦国時代にかけての近江国の武将。浅井氏3代当主。

## 略歴
『東浅井郡誌』によれば、浅井直政は浅井氏の嫡男として生まれたが、父が早世したため直政が成人するまでの間叔父の浅井直種が家政を行ったと考えられている。  
明応9年（1500年）3月12日付の竹生島弁財天への高島郡川上庄・海津庄内田地の寄進状（『竹生島文書』）には浅井後室慶集と浅井井三郎直政の連署がある。浅井後室慶集は直政の母とみられる。  
明応10年（1501年）2月9日にも浅井井三郞直政は丁野院住持比丘尼惣充と竹生島弁財天へ浅井郡田河庄丁野郷の田地を寄進している。この土地は後に小谷城の麓となる集落である。
直政には男子がなかったため、娘・蔵屋の婿に、自身の従弟（直種の次子）の浅井亮政を迎え、宗家を継がせた。
『証如上人日記』天文9年（1540年）6月26日に「浅井備前（亮政）舅　〈即惣領也〉死去候間、香奠として五百疋、周防（下間頼順）書状を以てこれを遣す。（註：〈〉内割注）」との記述があり、同年に直政が死去していることが分かる。

## 浅井亮政の父・岳父に関する異説
- 『寛政重修諸家譜[7]』では浅井勝政（亮政）の父を新次郎堅政、岳父を赤尾駿河守教政とし、堅政の父は新左衛門（新三郎）忠政とする。
- 『諸家系図纂[8]』（続群書類従）では浅井亮政の父を新次郎賢政とし、賢政の父は新三郎（新左衛門）忠政とする。赤尾駿河守教政（新次郎）は亮政の兄、新介（大和守）政信は亮政の弟。
- 『柳営婦女伝[9]』では浅井亮政の父を備後守廣政、岳父を浅井清三郎教政（廣政の兄）とし、廣政・教政の父は信濃守氏政とする。なお当該系図では氏政の父が清三郎直政である。
- 『 浅井物語』では浅井助政の父を新三郎堅政とする。堅政の父は新三郎（新右衛門尉）忠政とする。赤尾駿河守（新次郎）は助政の兄、新介（大和守）および新六郎（五郎右衛門）は助政の弟。
- 『 浅井日記』では浅井亮政の父を新三郎賢政とする。賢政の父は浅井新三郎（新左衛門）政重とする。亮政は賢政の長男。
- 『 浅井三代記』では浅井亮政の父を新次郎堅政とする。堅政の父は新三郎（新左衛門尉）忠政とする。赤尾駿河守教政（新次郎）は亮政の兄、新助（大和守）政信は亮政の弟。

## 系譜
- 父：浅井忠政[要出典]
- 母：文和慶集尼 - 天文6年（1536年）4月12日の徳勝寺授戒帳に記載がある[2]。
- 室：妙祥（戒名） - 娘蔵屋が戒名を贈っていることが天文4年（1534年）11月25日の授戒帳に見える[6]。
  - 女子：浅井蔵屋（?-1568） - 雪渓玄盛大姉、浅井亮政正室
- 養子
  - 男子：浅井亮政（1491-1542） - 浅井直種の子